# Artur Orriols i Faura
Artur Orriols i Faura (Barcelona, 6 de desembre de 1914 - Barcelona, 15 de juliol de 1997) fou un futbolista català de les dècades de 1930 i 1940.

## Trajectòria
Durant la dècada de 1930 formà part de l'equip reserva del FC Barcelona, de l'Iluro Sport Club cedit, del Nacional de Madrid, jugant a Segona Divisió, i del FC Martinenc. Acabada la guerra civil, als anys 1940, retornà al FC Barcelona, on no gaudí de molts minuts, però jugà tres partits a primera divisió. Fou cedit a l'EC Granollers i posteriorment jugà durant tres temporades al Reus Deportiu i acabà la seva trajectòria al CD Masnou.
El seu germà Domènec Orriols també fou futbolista.